# Eskişehir (district)
Eskişehir is een Turks district in de provincie Eskişehir en telt 595.157 inwoners (2007). Het district heeft een oppervlakte van 2678,0 km². Hoofdplaats is Eskişehir.
De bevolkingsontwikkeling van het district is weergegeven in onderstaande tabel.
| 1997    | 2000    | 2007    |
| ------- | ------- | ------- |
| 483.212 | 519.602 | 595.157 |